# 劉雲 (城陽王)
劉雲（りゅう うん）は、紀元前1世紀、古代中国の前漢時代の城陽王である。生年不明、没年は鴻嘉3年（紀元前18年）。死後哀王（あいおう）と諡された。
父は城陽王の孝王劉景で、父の死後、鴻嘉2年（紀元前19年）に城陽王を嗣いだ。1年で死に、子がなく、城陽国は絶えた。
後に兄または弟の劉俚が城陽王に立てられた。